# 사이토 아키오
사이토 아키오(일본어: 斉藤 明雄, 1955년 2월 23일 ~ )는 일본의 전 프로 야구 선수이자 야구 지도자, 야구 해설가·평론가이다. 1982년부터 2009년까지는 斉藤 明夫(동음), 2010년부터는 齊藤 明雄(동음)라는 이름으로 활동하고 있다.
현역 시절 다이요 웨일스·요코하마 다이요 웨일스·요코하마 베이스타스에서 활약을 하면서 스트레이트와 슬로우 커브를 주무기로 삼았다.

## 인물

### 프로 입단 전
하나조노 고등학교 시절에는 6번·중견수로서 제44회 선발 고등학교 야구 대회에 출전, 첫 상대인 센슈 대학 기타카미 고등학교에게 완봉패를 당했다. 오사카 상업대학에 진학한 이후에는 본격적으로 투수로 전향했고 구 간사이 6대학 리그에서는 팀의 첫 우승에 기여하는 등 에이스로서 활약을 했다. 리그 통산 71경기에 등판해 30승 17패, 평균 자책점 1.70, 324개의 탈삼진을 남겼다.
최우수 선수에 해당되는 간사이 운동 기자 클럽상을 2차례, 베스트 나인을 2차례나 수상한 것 외에도 전일본 대학야구 선수권 대회에서도 2차례의 준우승을 이끌었다는 이유를 들어 1976년 가을에 열린 프로 야구 드래프트 회의에서 다이요 웨일스로부터 1순위 지명을 받고 입단했다. 구단 측은 사이토에게의 기대를 담아 아키야마 노보루나 야마시타 리쓰오 등이 착용했던 에이스 등번호인 17번을 주었다.

### 프로 입단 후
프로 1년 차인 1977년에는 신인이면서도 개막 이후부터 1군에 등록돼 8월 30일 요미우리 자이언츠전에서는 오 사다하루의 홈런 세계 타이기록(755개) 달성을 저지한 뒤 프로 데뷔 첫 완봉승을 기록하는 등 일약 스타덤에 오르기도 했다. 그 해에는 8승 9패의 성적을 남기면서 가지마 겐이치, 니시모토 다카시를 누르고 신인왕을 차지했다. 이듬해 1978년에는 새로 완공된 요코하마 스타디움 개장 기념 경기에 선발 등판해 완투승을 따내면서 요코하마 스타디움의 ‘공식전 승리 투수 제1호’가 되었다. 요즘부터 자신의 트레이드 마크인 콧수염을 기르게 되면서 다이요 팬뿐만 아니라 타 구단의 팬들로부터 ‘수염의 사이토’(ヒゲの斉藤)라고 불렸다.
1981년에는 엔도 가즈히코와의 변환으로 마무리 투수로 전향하여 5승 15패 10세이브를 기록했고 1982년에는 등록명을 ‘明雄’(아키오)로부터 ‘明夫’(동음)로 개명했다. 1982년 당시 일본 신기록인 8연속 세이브와 시즌 30세이브를 달성하는 등 리그 최다 세이브를 기록했고 규정 투구 이닝을 채우면서 최우수 평균 자책점 타이틀까지 연달아 차지했다. 1983년에는 10승 8패 22세이브를 남겨 최우수 구원 투수 타이틀을 획득, 3년 뒤인 1986년에는 통산 두 번째의 최우수 구원 투수가 됐다.
그러나 1988년 시즌 개막 직후에 오른쪽 무릎 연골조직이 손상되면서 선발 투수로 재전향됐고 7월 3일의 주니치 드래곤스와의 경기에서 우완 투수로서는 사상 최초이자 좌우를 통틀어 역대 3번째인 통산 100승과 100세이브를 동시에 달성했다. 1993년에는 투수 겸임 코치로 발탁됐지만 고질적인 오른쪽 무릎 통증이 악화돼(당시 주치의는 ‘60대의 무릎과 같은 상태’라고 말했다) 현역에서 은퇴하겠다는 입장을 밝혔다. 10월 20일 야쿠르트 스왈로스와의 경기에서 개인 통산 600경기 등판을 달성했고 이틀 후인 10월 22일 히로시마 도요 카프와의 경기에서는 현역 생활에 있어서의 마지막 등판을 했다.

### 그 후
1994년부터 1995년까지 후지 TV 야구 해설자를 맡았고 1996년부터는 친정팀인 요코하마에서 1군 투수 코치를 1999년까지 역임했다. 2000년부터 2006년까지 후지 TV와 닛폰 방송의 야구 해설자를 맡았고 오야 아키히코의 감독 취임에 의해 2007년부터 요코하마의 1군 투수 수석 코치로 복귀하였지만 이듬해 2008년 시즌에는 투수진이 무너지면서 센트럴 리그에서는 유일하게 팀 평균 자책점이 4점대인 4.74(12개 구단 중 최악)를 기록하여 침체에 빠졌다. 그 때문인지 한 때 2군 투수 코치였던 요시다 아쓰시가 1군에 대동했던 시기도 있었다. 2008년 시즌 종료 후 투수진의 성적 부진에 대한 책임을 물어 투수 코치직에서 물러났다.
2009년부터는 다시 후지 TV와 TV 가나가와, J SPORTS, 닛폰 방송의 야구 해설자를 맡았고 2013년부터는 지바 롯데 마린스의 1군 투수 코치로 발탁됐다.
지바 롯데 코치로 있으면서 9월 3일부터 9월 9일까지 컨디션이 난조로 휴양 생활을 했고 9월 10일부터는 불펜 코치로서 팀에 복귀했다. 하지만 팀 평균 자책점은 리그 최하위로 떨어지는 등의 침체를 겪었다. 2014년에는 2군 투수 코치를 맡았고 같은 해 10월 5일에는 구단측으로부터 다음 시즌의 계약을 맺지 않겠다는 통보를 받고 퇴단했다.
2015년부터 후지 TV와 J SPORTS의 해설자를 맡고 있다.

## 상세 정보

### 출신 학교
- 하나조노 고등학교
- 오사카 상업대학

### 선수 경력
- 다이요 웨일스·요코하마 다이요 웨일스·요코하마 베이스타스(1977년 ~ 1993년)

### 지도자·기타 경력
지도자
- 요코하마 베이스타스 1군 투수 코치(1993년, 1996년 ~ 1999년) ※1993년은 선수 겸임
- 요코하마 베이스타스 1군 투수 수석 코치(2007년 ~ 2008년)
- 지바 롯데 마린스 1군 투수 코치(2013년)
- 지바 롯데 마린스 2군 투수 코치(2014년)

해설자
- 후지 TV 야구 해설자(1994년 ~ 1995년, 2015년 ~ )
- 후지 TV, TV 가나가와 야구 해설자(2000년 ~ 2006년, 2009년 ~ 2012년)
- 닛폰 방송 야구 해설자(1994년 ~ 1995년, 2000년 ~ 2006년, 2009년)
- J SPORTS 야구 해설자(2009년 ~ 2012년, 2015년 ~ )

### 수상·타이틀 경력

#### 타이틀
- 최우수 평균 자책점 : 1회(1982년)
- 최우수 구원 투수 : 2회(1983년, 1986년)
- 최다 탈삼진(당시는 타이틀이 아님) : 1회(1978년) ※센트럴 리그에서는 1991년부터 타이틀로 제정됨.

#### 수상
- 신인왕(1977년)
- 파이어맨상 : 2회(1983년, 1986년)

### 개인 기록

#### 첫 기록
- 첫 등판 : 1977년 4월 19일, 대 야쿠르트 스왈로스 3차전(메이지 진구 야구장), 6회말에 4번째로 구원 등판, 2이닝 무실점
- 첫 탈삼진 : 상동, 6회말에 마쓰오카 히로무로부터
- 첫 선발 : 1977년 4월 24일, 대 주니치 드래건스 5차전(이시카와 현립 야구장), 3이닝 1실점
- 첫 승리·첫 선발 승리 : 1977년 5월 8일, 대 한신 타이거스 8차전(한신 고시엔 구장), 7이닝 1실점
- 첫 완투 승리·첫 완봉 승리 : 8월 30일, 대 요미우리 자이언츠 21차전(고라쿠엔 구장)
- 첫 세이브 : 1978년 4월 8일, 대 한신 타이거스 1차전(한신 고시엔 구장), 7회말 2사에 2번째 투수로서 구원 등판·마무리, 2와 1/3이닝 무실점

#### 기록 달성 경력
- 통산 1000투구 이닝 : 1982년 4월 3일, 대 한신 타이거스 1차전(요코하마 스타디움), 5회초 2아웃에 달성
- 통산 100세이브 : 1986년 5월 1일, 대 히로시마 도요 카프 5차전(히로시마 시민 구장) ※역대 3번째
- 통산 1500투구 이닝 : 1986년 8월 3일, 대 야쿠르트 스왈로스 18차전(요코하마 스타디움), 8회초 3아웃에 달성
- 통산 1000탈삼진 : 1987년 8월 22일, 대 히로시마 도요 카프 17차전(요코하마 스타디움), 8회초에 릭 랑스로부터 ※역대 72번째
- 통산 500경기 등판 : 1988년 6월 7일, 대 주니치 드래건스 8차전(나고야 구장), 5회말에 6번째 투수로서 구원 등판, 2이닝 무실점
- 통산 100승 : 1988년 7월 3일, 대 주니치 드래건스 12차전(요코하마 스타디움), 선발 등판으로 5이닝 3실점 ※역대 96번째
- 통산 2000투구 이닝 : 1991년 5월 30일, 대 주니치 드래건스 8차전(하마마쓰 구장), 2회말 1아웃에 달성 ※역대 70번째
- 통산 600경기 등판 : 1993년 10월 20일, 대 주니치 드래건스 26차전(요코하마 스타디움), 9회초에 3번째 투수로서 구원 등판, 1/3이닝 3실점

#### 기타
- 100승 100세이브 ※역대 3번째이며 과거의 달성자는 에나쓰 유타카, 야마모토 가즈유키가 기록했고 후에 오노 유타카, 가쿠 겐지, 사사오카 신지 등도 달성
- 올스타전 출장 : 6회(1978년, 1981년 ~ 1983년, 1985년, 1987년)
- 올스타전 최다 연속 투구 이닝 : 5이닝(1982년)[4]

### 등번호
- 17(1977년 ~ 1993년)
- 77(1996년 ~ 1999년, 2007년 ~ 2008년)
- 85(2013년 ~ 2014년)

### 등록명
- 斉藤 明雄(1977년 ~ 1981년)
- 斉藤 明夫(1982년 ~ 2009년)
- 齊藤 明雄(2010년 ~ )

### 연도별 투수 성적
| 연 도       | 소 속           | 등 판 | 선 발 | 완 투 | 완 봉 | 무 4 구 | 승 리 | 패 전 | 세 이 브 | 홀 드 | 승 률 | 타 자 | 이 닝  | 피 안 타 | 피 홈 런 | 볼 넷 | 고 4 | 몸 맞 | 탈 삼 진 | 폭 투 | 보 크 | 실 점 | 자 책 점 | 평 자 책 | W H I P |
| ----------- | --------------- | ----- | ----- | ----- | ----- | ------- | ----- | ----- | -------- | ----- | ----- | ----- | ------ | -------- | -------- | ----- | ---- | ----- | -------- | ----- | ----- | ----- | -------- | -------- | ------- |
| 1977년      | 다이요 요코하마 | 38    | 20    | 3     | 1     | 0       | 8     | 9     | 0        | --    | .471  | 624   | 141.1  | 156      | 17       | 61    | 5    | 3     | 87       | 0     | 0     | 87    | 69       | 4.39     | 1.54    |
| 1978년      | 다이요 요코하마 | 47    | 26    | 12    | 2     | 3       | 16    | 15    | 4        | --    | .516  | 1001  | 241.0  | 234      | 24       | 67    | 9    | 6     | 162      | 0     | 0     | 90    | 84       | 3.14     | 1.25    |
| 1979년      | 다이요 요코하마 | 37    | 27    | 10    | 2     | 1       | 11    | 6     | 0        | --    | .647  | 826   | 196.1  | 198      | 25       | 56    | 5    | 3     | 138      | 1     | 1     | 94    | 88       | 4.03     | 1.29    |
| 1980년      | 다이요 요코하마 | 35    | 33    | 17    | 1     | 2       | 14    | 17    | 1        | --    | .452  | 1024  | 247.1  | 245      | 24       | 72    | 5    | 3     | 165      | 1     | 4     | 111   | 104      | 3.78     | 1.28    |
| 1981년      | 다이요 요코하마 | 47    | 19    | 3     | 0     | 0       | 5     | 15    | 10       | --    | .250  | 743   | 169.1  | 195      | 18       | 61    | 9    | 4     | 100      | 0     | 1     | 92    | 81       | 4.31     | 1.51    |
| 1982년      | 다이요 요코하마 | 56    | 1     | 0     | 0     | 0       | 5     | 6     | 30       | --    | .455  | 542   | 134.2  | 109      | 12       | 35    | 10   | 1     | 80       | 0     | 0     | 36    | 31       | 2.07     | 1.07    |
| 1983년      | 다이요 요코하마 | 54    | 0     | 0     | 0     | 0       | 10    | 8     | 22       | --    | .556  | 496   | 116.0  | 113      | 14       | 45    | 14   | 2     | 67       | 3     | 1     | 52    | 46       | 3.57     | 1.36    |
| 1984년      | 다이요 요코하마 | 43    | 2     | 1     | 1     | 0       | 11    | 6     | 10       | --    | .647  | 419   | 94.0   | 115      | 10       | 31    | 12   | 2     | 53       | 1     | 0     | 54    | 51       | 4.88     | 1.55    |
| 1985년      | 다이요 요코하마 | 55    | 0     | 0     | 0     | 0       | 9     | 5     | 18       | --    | .643  | 444   | 109.2  | 93       | 9        | 22    | 4    | 0     | 72       | 2     | 0     | 40    | 26       | 2.13     | 1.05    |
| 1986년      | 다이요 요코하마 | 44    | 0     | 0     | 0     | 0       | 5     | 6     | 23       | --    | .455  | 301   | 78.0   | 62       | 10       | 13    | 4    | 0     | 49       | 0     | 0     | 18    | 16       | 1.85     | 0.96    |
| 1987년      | 다이요 요코하마 | 39    | 0     | 0     | 0     | 0       | 4     | 1     | 15       | --    | .800  | 279   | 70.2   | 57       | 6        | 16    | 2    | 0     | 36       | 4     | 0     | 19    | 17       | 2.17     | 1.03    |
| 1988년      | 다이요 요코하마 | 24    | 17    | 2     | 0     | 1       | 5     | 4     | 0        | --    | .556  | 439   | 105.2  | 114      | 4        | 27    | 4    | 2     | 38       | 0     | 2     | 45    | 41       | 3.49     | 1.33    |
| 1989년      | 다이요 요코하마 | 18    | 18    | 5     | 2     | 1       | 8     | 6     | 0        | --    | .571  | 496   | 117.1  | 127      | 12       | 34    | 7    | 2     | 49       | 1     | 0     | 44    | 42       | 3.22     | 1.37    |
| 1990년      | 다이요 요코하마 | 24    | 22    | 6     | 1     | 2       | 10    | 7     | 0        | --    | .588  | 615   | 150.1  | 144      | 15       | 39    | 3    | 2     | 98       | 0     | 0     | 71    | 68       | 4.07     | 1.22    |
| 1991년      | 다이요 요코하마 | 17    | 16    | 1     | 1     | 0       | 4     | 6     | 0        | --    | .400  | 419   | 99.2   | 103      | 10       | 28    | 2    | 0     | 57       | 1     | 0     | 45    | 40       | 3.61     | 1.31    |
| 1992년      | 다이요 요코하마 | 17    | 15    | 4     | 0     | 2       | 3     | 8     | 0        | --    | .273  | 368   | 91.1   | 92       | 12       | 11    | 1    | 4     | 66       | 0     | 0     | 42    | 37       | 3.65     | 1.13    |
| 1993년      | 다이요 요코하마 | 6     | 2     | 0     | 0     | 0       | 0     | 0     | 0        | --    | ----  | 55    | 10.2   | 20       | 3        | 1     | 0    | 2     | 4        | 0     | 0     | 13    | 9        | 7.59     | 1.97    |
| 통산 : 17년 | 통산 : 17년     | 601   | 218   | 64    | 11    | 12      | 128   | 125   | 133      | --    | .506  | 9091  | 2173.1 | 2177     | 255      | 619   | 96   | 36    | 1321     | 14    | 9     | 953   | 850      | 3.52     | 1.29    |

- 굵은 글씨는 시즌 최고 성적.
- 다이요(요코하마 다이요 웨일스)는 1993년에 요코하마(요코하마 베이스타스)로 구단명을 변경.